# آلبوم‌های رپ
بهترین آلبوم‌های رپ نام فهرستی از مجموع جدول‌های بیلبورد است که در آن آلبوم‌های رپ بر اساس ضبط بهتر و موارد دیگری در آن قرار می‌گیرند . اکنون در این فهرست، آلبوم مارشال مترز ال‌پی ۲ اثر امینم در رتبه اول قرار دارد .

## تاریخچه
جدول بهترین آلوم‌های رپ برای اولین بار در تاریخ ۱۳ نوامبر ۲۰۰۴ به وجود آمد و نخستین آلومی که توانست رتبه اول را کسب کند، کسب و کار نا تمام از جی-زی و آر. کلی بود .

## آمار شناسی

### بیشترین زمان آلبوم در رتبه اول
- ریکاوری اثر امینم با ۱۹ هفته
- غم داشتن اثر دریک (خواننده رپ) با ۱۶ هفته
- روز نامه دیواری اثر تی. آی. با ۱۳ هفته
- سرقت اثر مکلمور و رایان لوئیس با ۱۲ هفته
- برنامه کار ۳ اثر جی-زی با ۱۰ هفته